# Литл-Сэмон — Кармакс
Литл-Сэмон — Кармакс (англ. Little Salmon/Carmacks) — индейская община, проживающая в центре территории Юкон, Канада. Относится к Северным Тутчонам — индейцам Субарктики. Первоначально, центром расселения Литл-Сэмон — Кармакс было поселение Литл-Сэмон в Юкон. Однако сейчас большинство их проживает в Кармакс. Численность населения 607 человек (2010). В 1997 году индейцы Литл-Сэмон — Кармакс подписали соглашение о разделе земли на базе зонтичного соглашения. Входят в Совет Первых наций Юкона. Имеет статус самоуправляющейся Первой нации и владеет землёй — 1000 кв.миль. Управляется выборным главой.

## Язык
Язык Литл-Сэмон — Кармакс относится к северотутчонской подгруппе Атабаскской языковой семьи.

## Известные люди
Прежний руководитель индейцев Литл-Сэмон — Кармакс, Эрик Фаирклоф, был лидером Новой Демократической партии Юкона и лидером оппозиции в Законодательном Собрании Юкона.